# Епштейн Михайло Наумович
Михайло Наумович Епштейн (рос. Михаи́л Нау́мович Эпште́йн; * 21 квітня 1950, Москва, Російська РФСР) — російсько-американський філософ, культуролог і літературознавець, лінгвіст, есеїст. Заслужений професор теорії культури та російської літератури університету Еморі (Атланта, США), професор російської літератури та теорії культури і керівник Центру гуманітарних інновацій Даремського університету (Велика Британія), Член російського ПЕН-клубу і академії російської сучасної словесності.

## Життєпис
Народився 1950 в Москві. У 1972 закінчив філологічний факультет МДУ з відзнакою.
У 1970-ті роках брав участь у роботі сектора теоретичних проблем Інституту світової літератури (Москва) та викладав літературу у московських вищих навчальних закладах.
У 1978 році був прийнятий до Спілки письменників СРСР. Його статті з теорії літератури друкувалися у головних радянських «товстих» журналах - у «Новому світі», «Прапорі», «Зірці», «Жовтні», «Питання літератури», «Питання філософії», «Питання мовознавства», «Новому літературному огляді» та інших літературних та теоретичні журнали.
У 1980-ті роки був засновником та керівником міждисциплінарних об'єднань московської гуманітарної інтелігенції: «Клуб есеїстів», «Образ і думка» та «Лабораторія сучасної культури».
У 1989 році в Інституті слов'янознавства та балканістики АН СРСР захистив дисертацію на здобуття наукового ступеня кандидата філологічних наук на тему «Семантика слов'янського словотвору та структура його асоціативних зв'язків».

У 1990 році емігрував у США.

## Науковий доробок
Автор 30 книг і більше 700 статей і есе, перекладених 20 іноземними мовами. Основні теми досліджень: методологія гуманітарних наук, постмодернізм, поетики (зокрема, літературних архетипів і теорії метареалізму), філософії модальностей, теорії радянської ідеології та філософії, семіотики повсякденності, проективної лінгвістики, перспективи розвитку мови і думки.

## «Шизофашизм»
Поняття «шизофашизм» (schizofascism) був вперше запропонований Михайлом Епштейном в його публікаціях 2015–2017 років. І згодом підхоплений визначим істориком сучасності Тімоті Снайдером та іншими суспільствознацями та есеістами.

## Відзнаки та нагороди
Лауреат Премії Андрія Білого (1991), Інституту соціальних винаходів (Лондон, 1995), Міжнародного конкурсу есеїстики (Берлін-Веймар, 1999), премії російського журналу «Зірка» (1999), премії «Liberty» за внесок в російсько-американську культуру і розвиток культурних зв'язків між Росією і США 2000.

## Громадянська позиція
Виступив з осудом російської збройної агресії проти України.